# Плавання на Чемпіонаті світу з водних видів спорту 2017 — естафета 4x200 метрів вільним стилем (чоловіки)
Змагання з плавання в естафеті 4x200 метрів вільним стилем серед чоловіків на Чемпіонаті світу з водних видів спорту 2017 відбулись 28 липня.

## Рекорди
Станом на 28 липня 2017 світовий рекорд і рекорд чемпіонатів світу були такими:
| Світовий рекорд          | США | 6:58.55 | Рим, Італія | 31 липня 2009 |
| Рекорд чемпіонатів світу | США | 6:58.55 | Рим, Італія | 31 липня 2009 |

## Результати

### Попередні запливи
Початок запливів 28 липня о 10:47.
| Місце | Заплив | Доріжка | Країна          | Плавці | Час     | Примітки |
| ----- | ------ | ------- | --------------- | --- | ------- | -------- |
| 1     | 1      | 5       | Австралія       | Клайд Льюїс (1:46.79) Девід Маккеон (1:46.72) Александер Грем (1:46.52) Джек Картрайт (1:45.65)                | 7:05.68 | Q        |
| 2     | 1      | 4       | Велика Британія | Стівен Мілн (1:46.78) Ніколас Грейнджер (1:46.19) Келум Джарвіс (1:46.32) Данкан Скотт (1:46.50)               | 7:05.79 | Q        |
| 3     | 2      | 3       | Росія           | Mikhail Vekovishchev (1:46.78) Данило Ізотов (1:45.91) Микита Лобінцев (1:48.51) Михайло Довгалюк (1:46.01)    | 7:07.21 | Q        |
| 4     | 2      | 6       | Нідерланди      | Кайл Стольк (1:47.45) Феррі Вертман (1:47.42) Стан Пейненбург (1:47.56) Мартен Брзсковскі (1:46.79)            | 7:09.22 | Q        |
| 5     | 1      | 6       | Італія          | Filippo Megli (1:47.59) Філіппо Маньїні (1:47.35) Лука Дотто (1:47.64) Габріеле Детті (1:46.95)                | 7:09.53 | Q        |
| 6     | 2      | 5       | Японія          | Косуке Хаґіно (1:47.51) Найто Ехара (1:46.40) Цубаса Амаї (1:48.28) Кацухіро Мацумото (1:47.47)                | 7:09.66 | Q        |
| 7     | 2      | 4       | США             | Конор Дваєр (1:47.77) Кларк Сміт (1:47.57) Джей Літерланд (1:47.48) Зейн Грот (1:46.96)                        | 7:09.78 | Q        |
| 8     | 1      | 1       | Польща          | Кацпер Майхшак (1:46.74) Філіп Заборовський (1:48.42) Antoni Kałużyński (1:48.52) Ян Світковський (1:46.85)    | 7:10.53 | Q        |
| 9     | 1      | 3       | Німеччина       | Філіп Хайнц (1:48.65) Пуль Цельманн (1:47.32) Клеменс Рапп (1:48.20) Якоб Хайдтманн (1:46.86)                  | 7:11.03 |          |
| 10    | 2      | 2       | Угорщина        | Нандор Немет (1:47.84) Беньямін Грац (1:49.43) Адам Телегді (1:49.02) Домінік Козма (1:44.81)                  | 7:11.10 |          |
| 11    | 2      | 7       | Китай           | Ван Шунь (1:48.56) Ji Xinjie (1:49.08) Ма Тяньчи (1:49.40) Qian Zhiyong (1:48.58)                              | 7:15.62 |          |
| 12    | 1      | 2       | Данія           | Андерс Ліе (1:47.74) Данієль Скаанінг (1:47.40) Marcus Kroyer (1:49.85) Sebastian Ovesen (1:50.96)             | 7:15.95 |          |
| 13    | 2      | 1       | Єгипет          | Марван Аль-Камаш (1:48.80) Мохамед Самі (1:48.27) Ахмед Акрам (1:48.89) Марван Ель-Амраві (1:50.99)            | 7:16.95 |          |
| 14    | 1      | 7       | Канада          | Джеремі Бегшоу (1:49.03) Маркус Тормеєр (1:50.46) Юрі Кісіл (1:49.23) Карсон Олафсон (1:48.64)                 | 7:17.36 |          |
| 15    | 2      | 0       | Сербія          | Велімір Степанович (1:47.87) Урош Ніколіч (1:51.89) Стефан Шорак (1:49.95) Іван Ленджер (1:49.47)              | 7:18.68 |          |
| 16    | 1      | 8       | Ізраїль         | Денис Локтєв (1:50.07) Ліран Коновалов (1:50.11) Томер Франкель (1:49.80) Daniel Namir (1:49.34)               | 7:19.32 |          |
| 17    | 2      | 8       | Греція          | Андреас Вазайос (1:47.48) Дімітріос Дімітріу (1:50.56) Дімітріос Негріс (1:51.25) Christos Katranzis (1:51.26) | 7:20.55 |          |

### Фінал
Фінал відбувся 28 липня о 19:12.
| Місце | Доріжка | Країна          | Плавці | Час     | Примітки |
| ----- | ------- | --------------- | --- | ------- | -------- |
| 1     | 5       | Велика Британія | Стівен Мілн (1:47.25) Ніколас Грейнджер (1:46.05) Данкан Скотт (1:44.60) Джеймс Гай (1:43.80)                 | 7:01.70 | NR       |
| 2     | 3       | Росія           | Михайло Довгалюк (1:46.00) Mikhail Vekovishchev (1:45.91) Данило Ізотов (1:45.97) Олександр Красних (1:44.80) | 7:02.68 |          |
| 3     | 1       | США             | Блейк П'єроні (1:46.33) Тавнлі Гаас (1:44.58) Джек Конгер (1:45.37) Зейн Грот (1:46.90)                       | 7:03.18 |          |
| 4     | 4       | Австралія       | Клайд Льюїс (1:46.81) Мак Гортон (1:46.25) Александер Грем (1:46.59) Джек Картрайт (1:46.33)                  | 7:05.98 |          |
| 5     | 7       | Японія          | Косуке Хаґіно (1:47.32) Найто Ехара (1:46.60) Цубаса Амаї (1:47.30) Кацухіро Мацумото (1:46.46)               | 7:07.68 |          |
| 6     | 2       | Італія          | Filippo Megli (1:47.34) Габріеле Детті (1:46.08) Філіппо Маньїні (1:49.09) Лука Дотто (1:46.93)               | 7:09.44 |          |
| 7     | 8       | Польща          | Кацпер Майхшак (1:46.46) Філіп Заборовський (1:47.58) Antoni Kałużyński (1:48.12) Ян Світковський (1:47.46)   | 7:09.62 |          |
| 8     | 6       | Нідерланди      | Кайл Стольк (1:47.73) Феррі Вертман (1:48.23) Стан Пейненбург (1:47.60) Мартен Брзсковскі (1:49.20)           | 7:12.76 |          |